# اینت

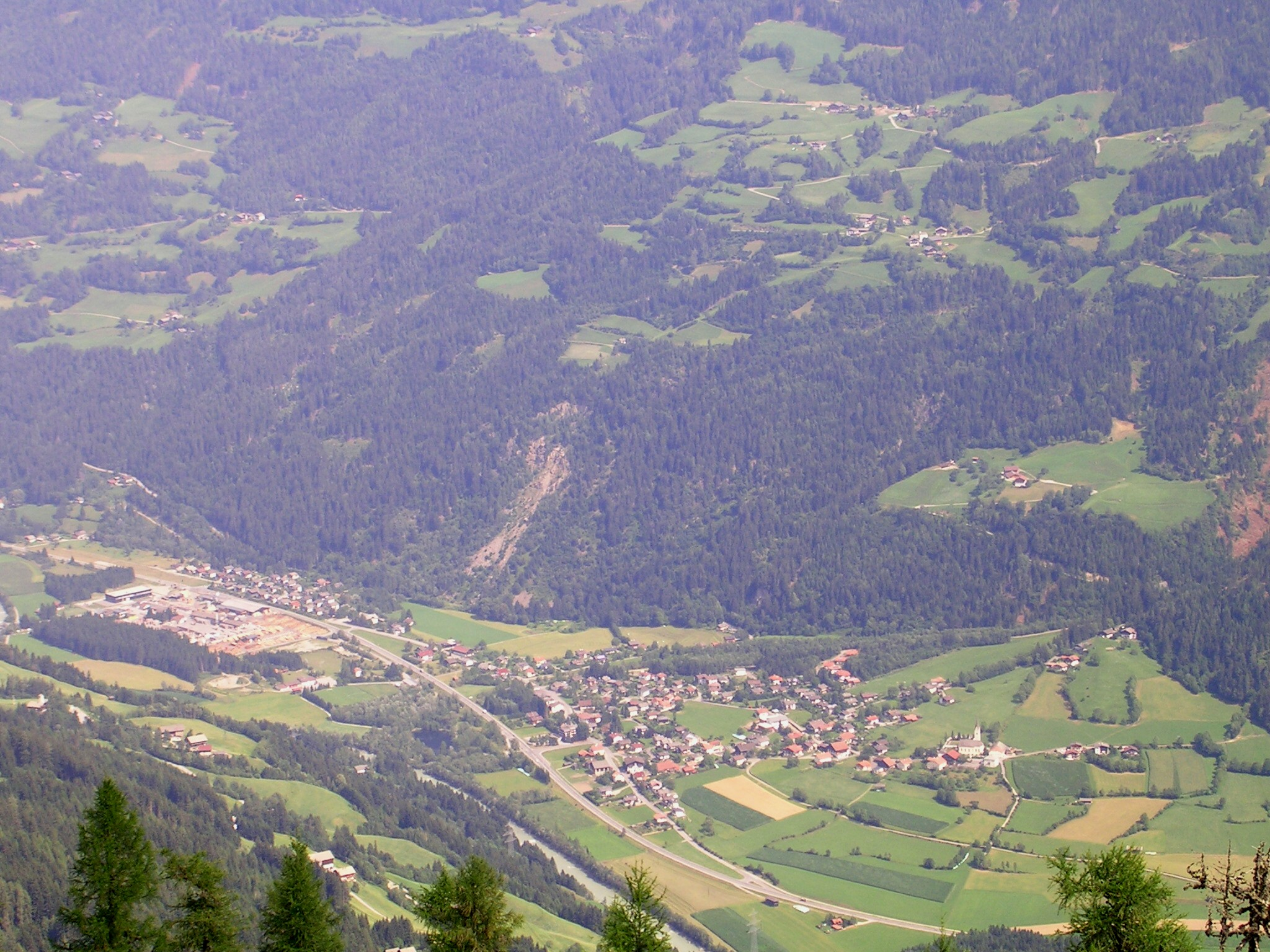
منظره ای از سکونتگاه اینت

اینت (به آلمانی: Ainet) یک سکونتگاه مسکونی در اتریش است که در Lienz District واقع شده‌است.

## خصوصیات
اینت ۴۰٫۴۳ کیلومترمربع مساحت دارد ۷۴۷ متر بالاتر از سطح دریا واقع شده‌است.